# Hypognatha tocantins
Hypognatha tocantins är en spindelart som beskrevs av Levi 1996. Hypognatha tocantins ingår i släktet Hypognatha och familjen hjulspindlar. Inga underarter finns listade i Catalogue of Life.